# Lijst van nummer 1-hits in Duitsland in 2002
Deze hits stonden in 2002 op nummer 1 in de Musikmarkt Top 100, de bekendste hitlijst in Duitsland.
| Datum        | Artiest               | Titel                         |
| ------------ | --------------------- | ----------------------------- |
| 4 januari    | Bro'Sis               | I believe                     |
| 11 januari   | Bro'Sis               | I believe                     |
| 18 januari   | Bro'Sis               | I believe                     |
| 25 januari   | Enya                  | May it be                     |
| 1 februari   | Shakira               | Whenever, wherever            |
| 8 februari   | Shakira               | Whenever, wherever            |
| 15 februari  | Shakira               | Whenever, wherever            |
| 22 februari  | Shakira               | Whenever, wherever            |
| 1 maart      | Shakira               | Whenever, wherever            |
| 8 maart      | Shakira               | Whenever, wherever            |
| 15 maart     | Shakira               | Whenever, wherever            |
| 22 maart     | Shakira               | Whenever, wherever            |
| 29 maart     | Shakira               | Whenever, wherever            |
| 5 april      | Shakira               | Whenever, wherever            |
| 12 april     | Shakira               | Whenever, wherever            |
| 19 april     | Scooter               | Nessaja                       |
| 26 april     | Mad'House             | Like a prayer                 |
| 3 mei        | Scooter               | Nessaja                       |
| 10 mei       | Scooter               | Nessaja                       |
| 17 mei       | No Angels             | Something about us            |
| 24 mei       | No Angels             | Something about us            |
| 31 mei       | No Angels             | Something about us            |
| 7 juni       | No Angels             | Something about us            |
| 14 juni      | Eminem                | Without me                    |
| 21 juni      | Eminem                | Without me                    |
| 28 juni      | Eminem                | Without me                    |
| 5 juli       | Eminem                | Without me                    |
| 12 juli      | Eminem                | Without me                    |
| 19 juli      | Eminem                | Without me                    |
| 26 juli      | Eminem                | Without me                    |
| 2 augustus   | Eminem                | Without me                    |
| 9 augustus   | Eminem                | Without me                    |
| 16 augustus  | Herbert Grönemeyer    | Mensch                        |
| 23 augustus  | Herbert Grönemeyer    | Mensch                        |
| 30 augustus  | Herbert Grönemeyer    | Mensch                        |
| 6 september  | Herbert Grönemeyer    | Mensch                        |
| 13 september | Herbert Grönemeyer    | Mensch                        |
| 20 september | Las Ketchup           | The ketchup song (Aserejé)    |
| 27 september | Las Ketchup           | The ketchup song (Aserejé)    |
| 4 oktober    | Las Ketchup           | The ketchup song (Aserejé)    |
| 11 oktober   | Las Ketchup           | The ketchup song (Aserejé)    |
| 18 oktober   | Las Ketchup           | The ketchup song (Aserejé)    |
| 25 oktober   | Las Ketchup           | The ketchup song (Aserejé)    |
| 1 november   | Las Ketchup           | The ketchup song (Aserejé)    |
| 8 november   | Nelly & Kelly Rowland | Dilemma                       |
| 15 november  | Nelly & Kelly Rowland | Dilemma                       |
| 22 november  | Die Gerd Show         | Der steuersong (Las kanzlern) |
| 29 november  | Die Gerd Show         | Der steuersong (Las kanzlern) |
| 6 december   | Die Gerd Show         | Der steuersong (Las kanzlern) |
| 13 december  | Die Gerd Show         | Der steuersong (Las kanzlern) |
| 20 december  | Die Gerd Show         | Der steuersong (Las kanzlern) |
| 27 december  | Die Gerd Show         | Der steuersong (Las kanzlern) |